# Stracilla translucida
Stracilla translucida är en fjärilsart som beskrevs av Charles Oberthür 1880. Stracilla translucida ingår i släktet Stracilla och familjen tofsspinnare. Inga underarter finns listade i Catalogue of Life.